# Liste der Kulturdenkmale in Struckum
In der Liste der Kulturdenkmale in Struckum sind alle Kulturdenkmale der schleswig-holsteinischen Gemeinde Struckum (Kreis Nordfriesland) aufgelistet (Stand: 10. März 2025).

## Legende
In den Spalten befinden sich folgende Informationen:
- Objekt-ID: die Nummer des Kulturdenkmales
- Lage: die Adresse des Kulturdenkmales und die geographischen Koordinaten. Kartenansicht, um Koordinaten zu setzen. In der Kartenansicht sind Kulturdenkmale ohne Koordinaten mit einem roten Marker dargestellt und können in der Karte gesetzt werden. Kulturdenkmale ohne Bild sind mit einem blauen Marker gekennzeichnet, Kulturdenkmale mit Bild mit einem grünen Marker.
- Offizielle Bezeichnung: Bezeichnung des Kulturdenkmales
- Beschreibung: die Beschreibung des Kulturdenkmales
- Bild: ein Bild des Kulturdenkmales

## Sachgesamtheiten
| Objekt-ID | Lage                                                           | Offizielle Bezeichnung | Beschreibung | Bild |
| --------- | -------------------------------------------------------------- | ---------------------- | --- | ---- |
| 38560     | Blumenhofweg 7, 16, Westerweg 63 (54° 35′ 23″ N, 8° 59′ 25″ O) | Blumenhof              | Blumenhof; Bauernhofensemble bestehend aus backsteinernem, reetgedeckten Geesthardenhaus von 1816, einem backsteinernen, reetgedeckten ersten Abnahmehaus von 1856, das 1887 durch zwei Scheunen zu einem Dreikanthof erweitert wurde, und einem repräsentativen, Abnahmehaus mit Putzzierfassade und Pfannendach von 1907 - Begründung: geschichtlich, städtebaulich, Kulturlandschaft prägend - Schutzumfang: Geesthardenhaus (Blumenhofweg 16), Abnahmehaus mit Tor (Blumenhofweg 7), Dreikanthof mit Hofplatz, Blutbuche, Wall mit Linden (Westerweg 63) | BW   |

## Bauliche Anlagen
| Objekt-ID     | Lage                                            | Offizielle Bezeichnung       | Beschreibung | Bild                             |
| ------------- | ----------------------------------------------- | ---------------------------- | --- | -------------------------------- |
| 32319         | Blumenhofweg 7 (54° 35′ 30″ N, 8° 59′ 28″ O)    | Abnahmehaus                  | Abnahmehaus; 1907; eingeschossiger Putzbau unter pfannengedecktem Schopfwalmdach, Südfassade mit zweigeschossigem Mittelrisalit mit Fachwerkgiebel, Fenster in Putzzierrahmung; Tor mit Eisengitter zwischen Granitpfeilern - Begründung: geschichtlich, städtebaulich - Schutzumfang: Abnahmehaus, Tor - Denkmaltyp: Bauliche Anlage, Sachgesamtheit: Blumenhof                                             | BW                               |
| 5908          | Blumenhofweg 16 (54° 35′ 25″ N, 8° 59′ 25″ O)   | Geesthardenhaus              | Geesthardenhaus; 1816; langgestreckter, eingeschossiger Backsteinbau unter teilweise reetgedecktem Schopfwalmdach, Wohnteil mit Zwerchhaus und segmentbogenförmigen Tür- und Fensteröffnungen, Stallteil mit gusseisernen Fenstern und mehreren Toren - Begründung: geschichtlich, Kulturlandschaft prägend - Schutzumfang: gesamtes Objekt - Denkmaltyp: Bauliche Anlage, Sachgesamtheit: Blumenhof         | BW                               |
| 120 Wikidata  | Blumenhofweg 21 (54° 35′ 22″ N, 8° 59′ 27″ O)   | Windmühle „Fortuna“          | Alteintragung (Aktualisierung vorgesehen) - Begründung: geschichtlich, städtebaulich, technisch, Kulturlandschaft prägend - Schutzumfang: Alteintragung (Aktualisierung vorgesehen) - Denkmaltyp: Bauliche Anlage | weitere Fotos \| Fotos hochladen |
| 5909          | Blumenhofweg 26 (54° 35′ 19″ N, 8° 59′ 28″ O)   | Wohn- und Wirtschaftsgebäude | Wohn- und Wirtschaftsgebäude, ehem. Gasthaus „Scharfenecke“; 1742; eingeschossiger Backsteinbau, weiß geschlämmt, mit reetgedecktem Halbwalmdach und Schweifgiebelzwerchhaus - Begründung: geschichtlich, städtebaulich, Kulturlandschaft prägend - Schutzumfang: gesamtes Objekt - Denkmaltyp: Bauliche Anlage Toren                                                                                        | BW                               |
| 5905 Wikidata | Fehsholmer Weg 27 (54° 35′ 22″ N, 8° 59′ 27″ O) | Geesthardenhaus              | Geesthardenhaus; 2. Hälfte 19. Jh.; langgestreckter Ziegelbau mit reetgedecktem Halbwalmdach und schiefergedecktem Backengiebelrisalit; straßenseitiger Steinwall - Begründung: geschichtlich, städtebaulich, Kulturlandschaft prägend - Schutzumfang: Geesthardenhaus, Wall - Denkmaltyp: Bauliche Anlage                                                                                                   | BW                               |
| 5904          | Hauptstraße 76 (54° 35′ 32″ N, 8° 59′ 34″ O)    | Wohn- und Wirtschaftsgebäude | Wohn- und Wirtschaftsgebäude; ca. 1865; eingeschossiger, traufständiger Backsteinbau unter reetgedecktem Schopfwalmdach, mittiges Zwerchhaus, segmentbogenförmige Fenster- und Türöffnungen - Begründung: geschichtlich, städtebaulich - Schutzumfang: gesamtes Objekt - Denkmaltyp: Bauliche Anlage | BW                               |
| 5914          | Königsstieg 1 (54° 35′ 5″ N, 8° 59′ 41″ O)      | Wohn- und Wirtschaftsgebäude | Wohn- und Wirtschaftsgebäude; 1746; langgestreckter, eingeschossiger Backsteinbau unter reetgedecktem Schopfwalmdach, Schweifgiebel, teilweise bauzeitliche Türen, Stallteil mit südlichem Anbau; umgeben von Hofpflasterung und Garten - Begründung: geschichtlich, städtebaulich, Kulturlandschaft prägend - Schutzumfang: Wohn- und Wirtschaftsgebäude, Hofpflaster, Garten - Denkmaltyp: Bauliche Anlage | BW                               |
| 5918          | Wallum Weg 9 (54° 34′ 55″ N, 8° 59′ 53″ O)      | Bauernhaus                   | Bauernhaus; ab 1742; eingeschossiger, langgestreckter Backsteinbau unter Schopfwalmdach, scheitrechte, kleinteilige Sprossenfenster mit Läden, Maueranker mit Jahreszahl; Garten mit altem Baumbestand und Wall - Begründung: geschichtlich, städtebaulich, Kulturlandschaft prägend - Schutzumfang: Bauernhaus, Wall, Garten - Denkmaltyp: Bauliche Anlage                                                  | BW                               |

## Quelle
- Liste der Kulturdenkmale in Schleswig-Holstein – Kreis Nordfriesland (PDF)

- Karte mit allen Koordinaten:
- OSM |
- WikiMap